# Schloss Langhalsen

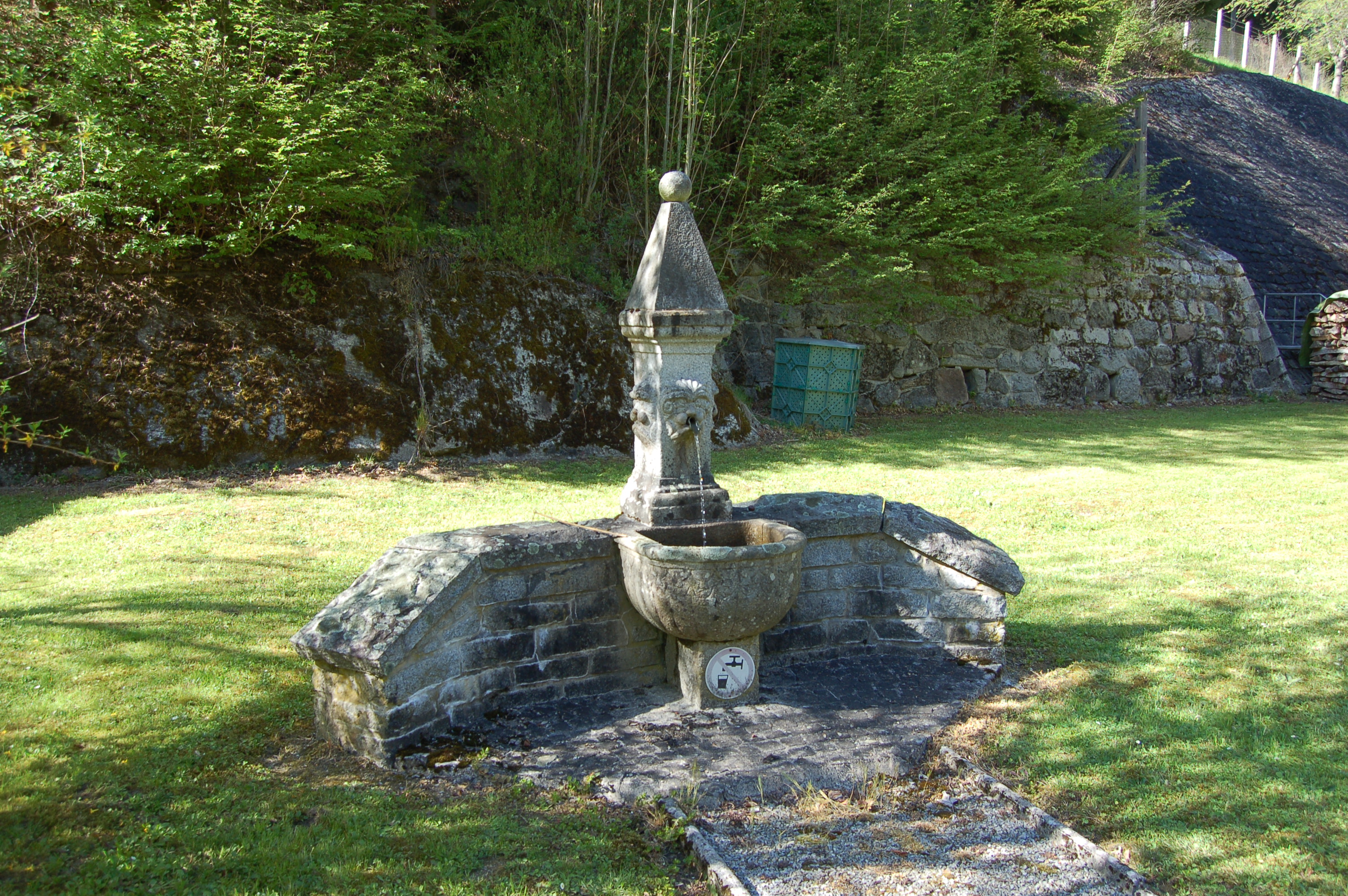
Brunnen von Schloss Langhalsen (heute beim Kraftwerk Partenstein)

Das Schloss Langhalsen lag im Ortsteil Langhalsen der Gemeinde Neufelden im Bezirk Rohrbach von Oberösterreich.

## Geschichte
Langhalsen wird erstmals 1397 erwähnt. Aus einer Urkunde von 1412 ist die Rede von einem Heinrich der Schurff gesessen in dem haws zu Langenhals. Im 17. Jahrhundert waren die Heinissberger die Besitzer, 1680 wird ein Leopold Rupert Heinissberger genannt. Dieser verkaufte Langhalsen 1688 dem Ritter Josef Kampmüller (Campmüller, † 1694 in Wien). Die Campmüller stammten von der Campmühle von Sarleinsbach. Kampmüller war Bürger des Rates von Neufelden sowie fürstlich-passauischer Freiamtsverwalter, 1674 wurde er in den Reichsritterstand erhoben. Er war mit Salome Großhaupt verheiratet († 1683), aus der Ehe gingen drei Söhne (Mariophilus, Zacharias, Andreas) und eine Tochter hervor. Zacharias war kaiserlicher Hofgerichtsrat. 1696 erfolgte ein Umbau des Schlosses. Mariophilus von Kampmüller († 1703) war mit Johanna Sybilla Rauch von Rauchenfels vermählt. Aus der Ehe stammten drei Töchter (Maria Regina, Anna Josefa, Franziska). Mariophilus von Kampmüller erhielt 1697 die Bewilligung für einen Handel mit Leinwand (Beuteltuchfabrik – Material für Mehlsiebe), Getreide und Vieh. 1703 ließ er die Brauerei und die Taverne in Langhalsen erbauen, 1714–1718 die Kirche zu Langhalsen. Andreas Kampmüller, Altrichter zu Neufelden, starb 1739, seine Gattin Salome 1731. 1718 war Langhalsen im Besitz des Johann Georg Kampmüller.
Nach dem Aussterben der Kampmüller ging Langhalsen 1798 an die Gräfin von Salburg, geborene Füger, über. Im Besitz folgte 1803 die schweizerische Familie von Peßler, dann war das Schloss ab 1825 bis 1881 im Besitz der Familie Löfler (ein Johann Paul Löffler hat sich um den Mühlviertler Hopfenanbau verdient gemacht). Das bereits zu verfallende Schloss wurde von den Kerschbaumern erworben und restauriert und erlebte zu Beginn des 20. Jahrhunderts einen erneuten Aufschwung.
Beim Bau des Stausees Neufelden wurden der Ort mit Kirche und Schloss Langhalsen 1924 abgetragen und gesprengt.

## Gebäude

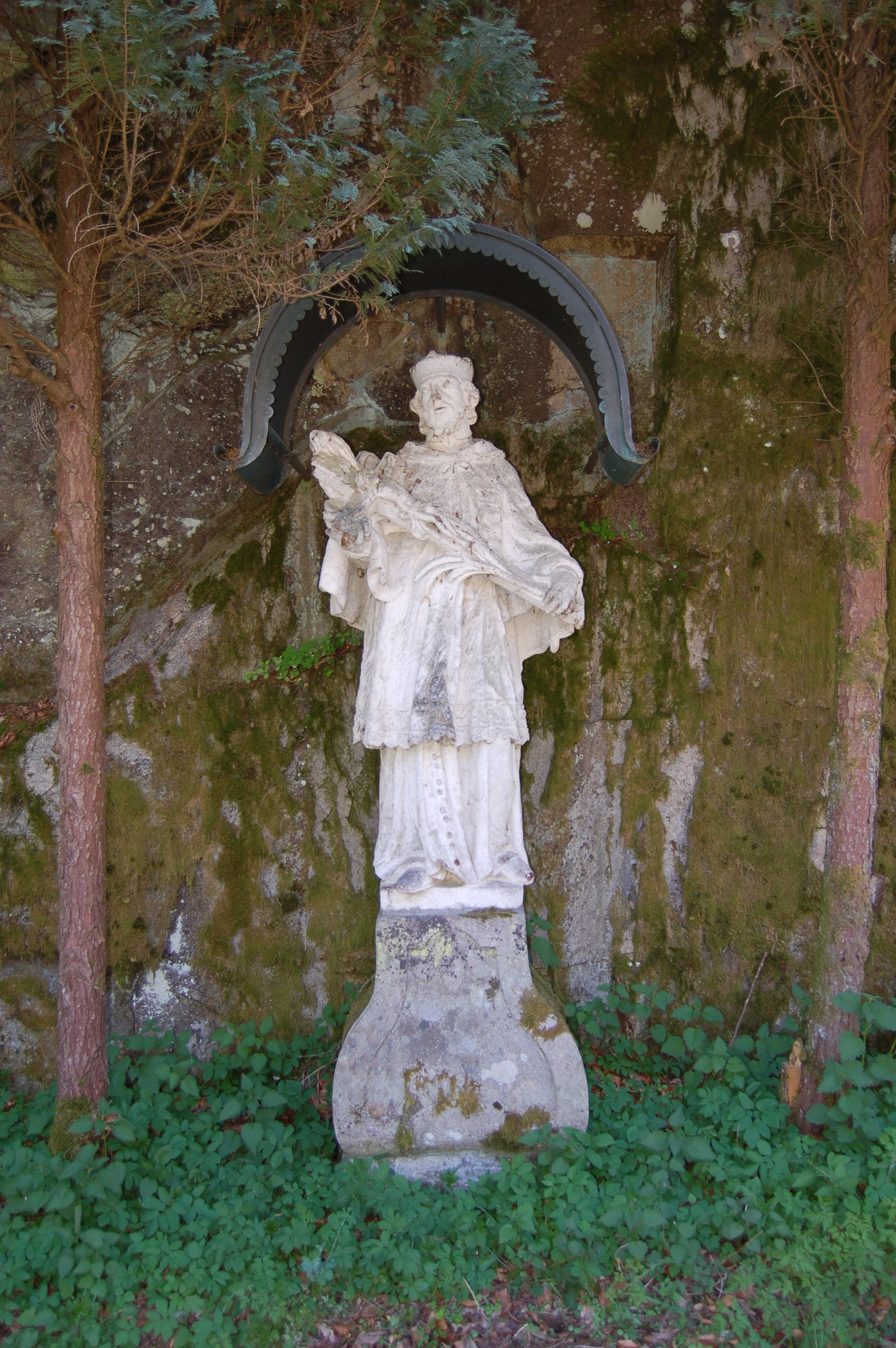
Figurenbildstock des hl. Johannes Nepomuk südlich der Kohnbrücke; die Mitte des 18. Jahrhunderts entstandene Figur befand sich ursprünglich im Schloss Langhalsen

Das Schloss war einst ein mächtiger Vierkantbau mit entsprechender Ausstattung. An das Schlossgebäude waren eine Schlosstaverne sowie eine Schlossbrauerei angeschlossen.

## Schloss Langhalsen heute
Bei extrem niedrigem Wasserstand sind bisweilen einzelne Mauerzüge des Schlosses im Stausee sichtbar. Der Brauhauskeller ist noch erhalten. Der Brunnen des Schlosses konnte gerettet werden und befindet sich jetzt beim Speicherkraftwerk Partenstein in der Gemeinde Kleinzell im Mühlkreis.